# Rosandra
Il Rosandra (Glinščica in sloveno) è uno dei torrenti triestini.
Lungo circa 15 chilometri, sgorga da alcune sorgenti a 412 metri di altitudine nei pressi del villaggio di San Pietro di Madrasso (Klanec pri Kozini), in Slovenia.
Dopo un percorso di qualche chilometro tra marne ed arenarie, entro il quale riceve il contributo di alcuni ruscelli minori quali il rio del Sangue (Krvavi potok), entra in territorio italiano nei pressi di Botazzo, nel comune di San Dorligo della Valle; qui riceve il contributo, spesso stagionale, del torrente Grisa (Grižnik), proveniente dal vicino villaggio di Beca, in Slovenia (merita ricordare che alcuni chiamano torrente Botazzo la parte di percorso dalle sorgenti fino alla confluenza con il Grisa, e torrente Rosandra il restante percorso), il Rosandra è definitivamente entrato nella valle che porta il suo nome e da cui è stata creata, appunto la Val Rosandra.

La cascata Supet, alta 27 metri, che termina in un caratteristico laghetto tra le rocce, ed alcune forre alte fino ad una decina di metri, rendono il percorso del torrente Rosandra particolarmente interessante sia dal punto geomorfologico che panoramico; proprio nella valle, il torrente riceve il contributo costante di due sorgenti: quella dell'antro delle ninfe (alimentata dalle acque circolanti all'interno delle grotte del Monte Stena) e quella della fonte Oppia; proprio quest'ultima era il capofonte dell'acquedotto costruito durante l'impero romano e che riforniva d'acqua la vicina Trieste, e del quale se ne possono osservare alcuni resti proprio nell'omonima valle. 
Il torrente Rosandra in seguito riceve il contributo della più importante e copiosa tra le sorgenti della zona, quella dell'antro di Bagnoli, dalla quale fluiscono le acque raccolte dal soprastante Monte Carso e dal bacino di Occisla-Becca (Ocizla-Beka); a volte, specie durante il periodo estivo, sono proprio le acque di questa sorgente le uniche effettive ad alimentare il torrente Rosandra, che può anche avere delle magre tali da restare asciutto. Da qui il torrente Rosandra si dirige verso la foce, situata nel canale navigabile di Trieste, nella zona industriale, attraversando la piana alluvionale creata dallo stesso. Numerosi mulini erano situati lungo il suo percorso, la maggior parte dei quali oggi ridotti in rovina.

## Galleria d'immagini

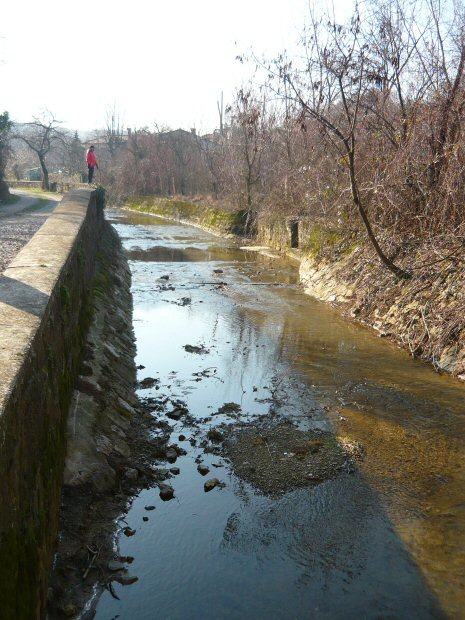
Il torrente Rosandra presso San Pietro di Madrasso
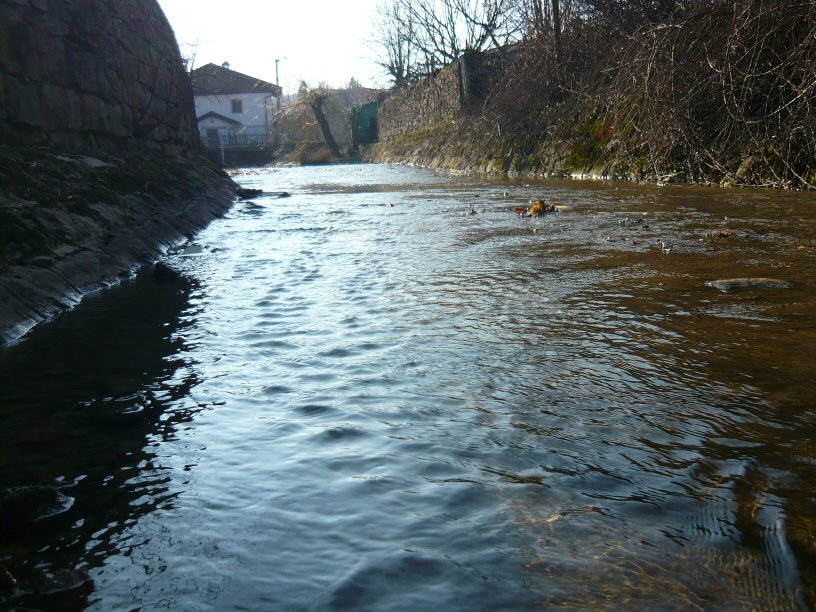
Il torrente Rosandra presso San Pietro di Madrasso
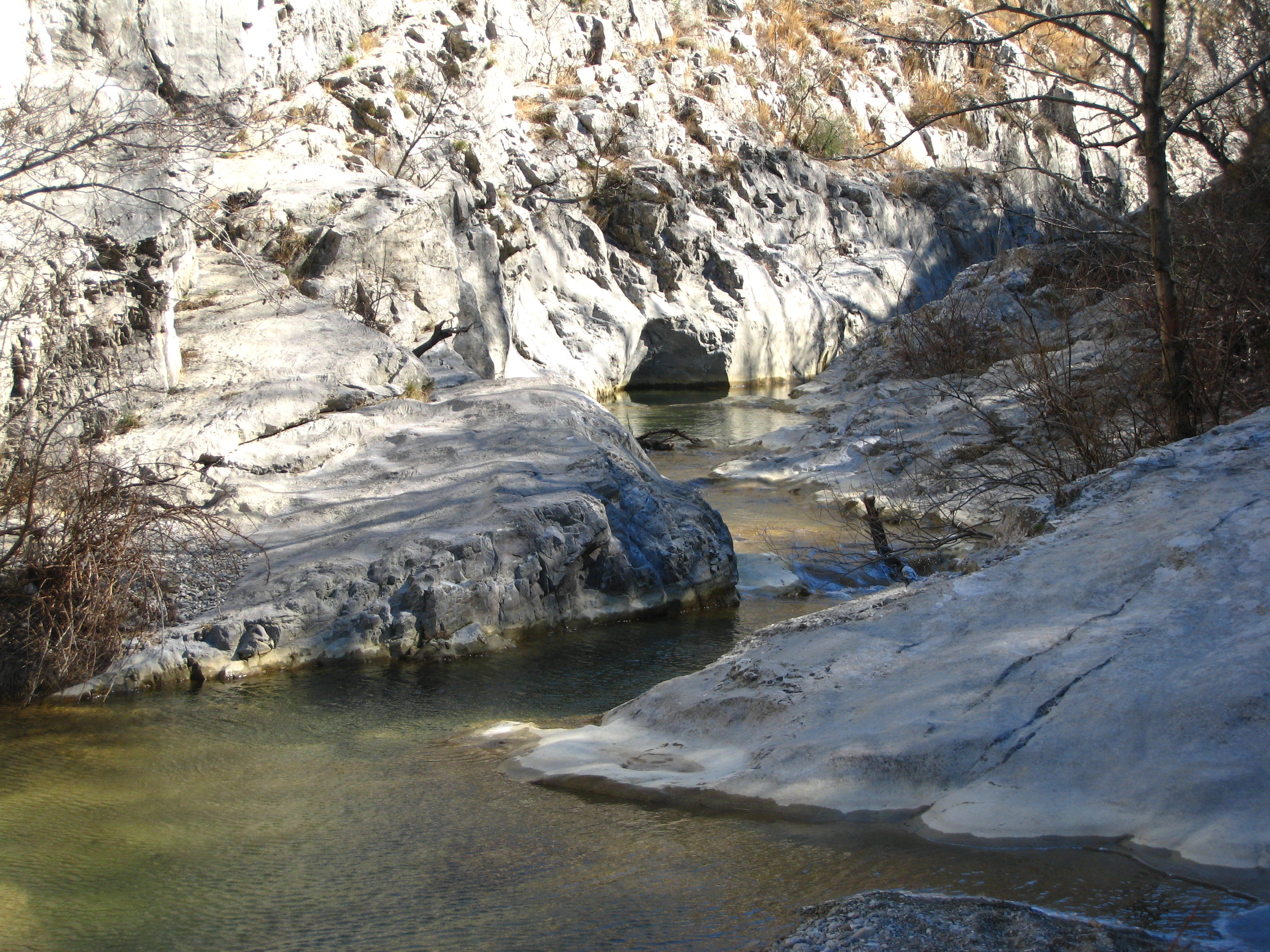
Il torrente sul fondo della Val Rosandra